# 梁炎卿旧居
梁炎卿旧居是清末民初英商怡和洋行天津分公司买办和英商高林洋行买办梁炎卿在天津的旧居，始建于1903年，该建筑坐落于当时的天津英租界红墙道（Recreatin Road）（今和平区新华路201号），目前为一般保护等级历史风貌建筑。

## 建筑
梁炎卿旧居原分为东西两座楼房，当时建楼所用的墙砖均为庚子事变后天津都统衙门强令拆毁的天津城墙的砖石，西楼为二层南北朝向砖木结构方形楼，于1968年拆除，现址为天津医药集团天津太平集团有限公司。东楼为二层东西朝向砖木结构长方形楼，此楼目前尚存。